# 文斯·马修斯
文森特·爱德华·“文斯”·马修斯（英語：Vincent Edward "Vince" Matthews，1947年12月16日—），美国前男子短跑运动员。他曾获得1968年夏季奥运会田径比赛男子4×400米接力金牌和1972年夏季奥运会男子400米金牌。